# Graukäse
Il Graukäse (letteralmente in tedesco "formaggio grigio", sebbene alcuni studiosi colleghino l'etimologia al termine grob, nel dialetto locale grab, che significa grossolano, in riferimento alla consistenza) è un formaggio diffuso, con alcune varianti, in diverse località del Tirolo (Tirolo Orientale, Zillertal, Valle dell'Inn) e dell'Alto Adige (Valle Aurina e sue valli laterali, Wipptal).
Si tratta di un prodotto di recupero: viene infatti tradizionalmente realizzato con il latte vaccino scremato avanzato dopo la produzione del burro. Si tratta pertanto di un formaggio magro, con un contenuto di grassi inferiore al 2%. Altra caratteristica è il fatto che non viene utilizzato caglio: la coagulazione viene ottenuta per acidificazione.
Il Tiroler Graukäse austriaco è tutelato, dal 1997, dal marchio g.U., mentre quello altoatesino è un prodotto agroalimentare tradizionale. Il Graukäse della Valle Aurina e delle sue valli laterali è presidio Slow Food.

## Note

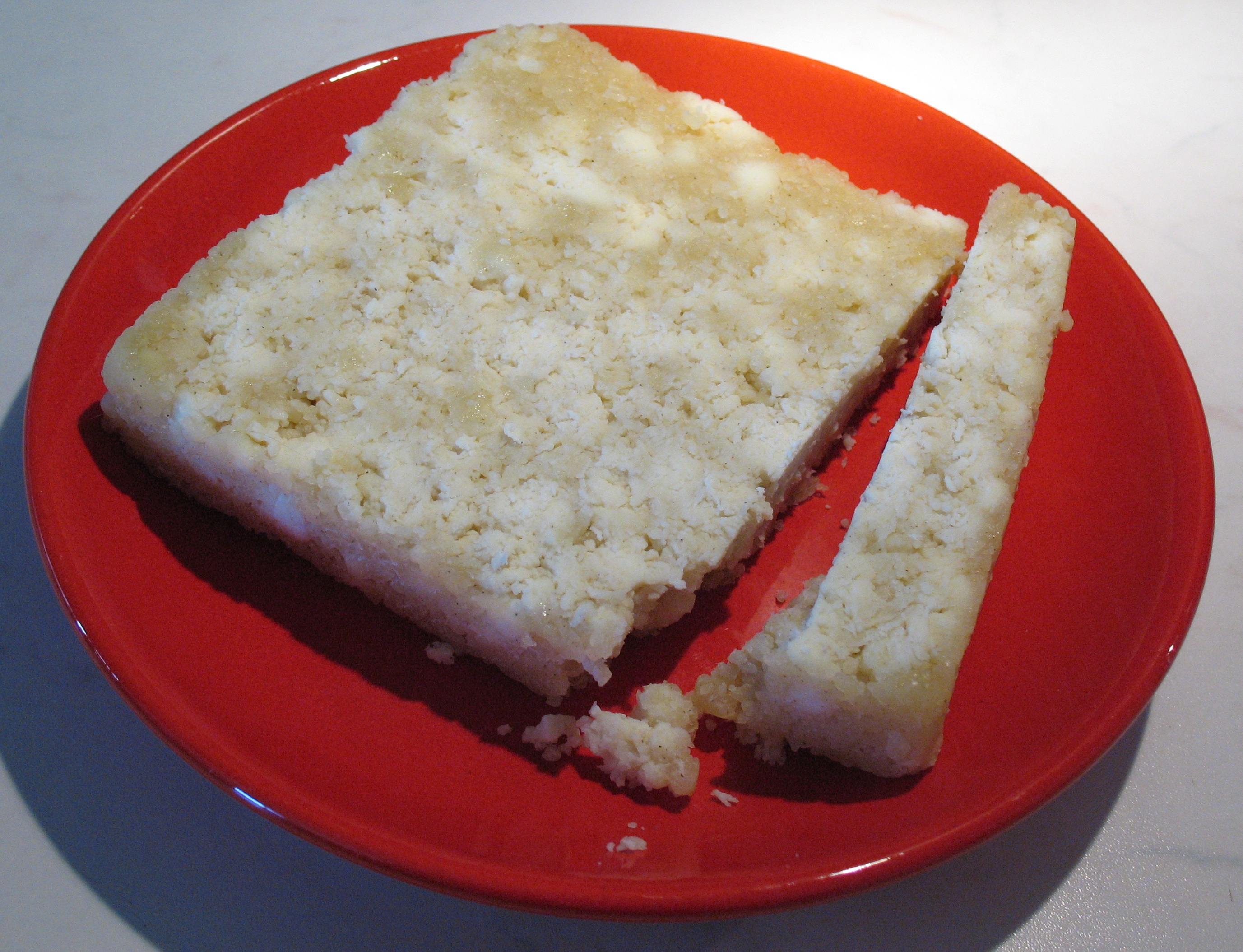
Una fetta di Graukäse tirolese